# 卡威亞河
卡威亞河（英語：Kaweah River）位於美國加利福尼亞州图莱里县，全長54.1公里，流域面積達3,940平方公里。河水源於內華達山脈巨杉國家公園一帶，往西南方向流動，流經主要水庫卡威亞湖後便進入聖華金谷，最終在維塞利亞附近的氾濫平原上分流成多條溪流。河流流量主要依賴高山融雪補給。構成河源的卡威亞河中汊源於海拔四千米以上的地區，而河口聖華金谷的海拔高度僅是百餘米，垂直落差接近4公里，以致它成為美國其中一條較陡峭的河流。雖然河流幹流只長約54公里，但若包括上游和下游分支，其總長度將接近160公里。
卡威亞一詞源於約庫特語，意思大致是「烏鴉的叫聲」。約庫特人和西莫諾人曾是流域內主要的美洲原住民族群。19世紀初，西班牙人發現此地。19世紀中期，美國殖民者進駐此地並砍伐區內大量樹木。直至1890年，河流上游一帶才被納入巨杉國家公園作保護。河流下游及許多支流形成了卡威亞三角洲。此處佔地超過120,000公頃，是州內的高產農業區。在引水灌溉前，河流曾流入圖萊里湖。該湖是聖華金谷南部的一個大型內陸盆地，克恩河、圖萊河以及國王河南部支流一度流進該處，但現時已成旱湖。

## 流向

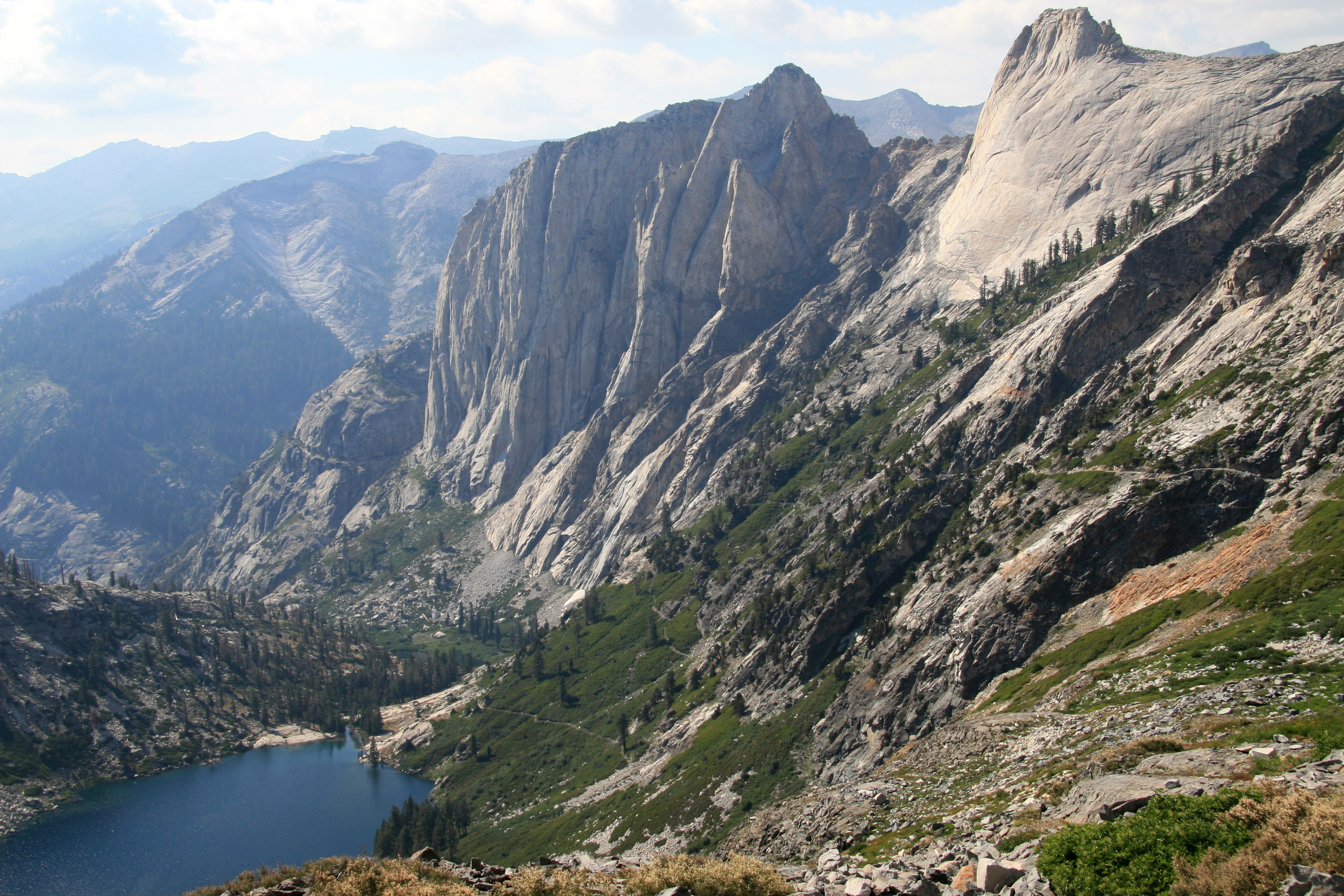
卡威亞河源頭

卡威亞河發源自內華達山脈的大西部分水嶺。該段山脈位於巨杉國家公園中部，其山峰高達海拔4,000米（13,000英尺），並把卡威亞河流域和東部的克恩河流域分隔。卡威亞河中汊有時被認為是幹流的一部分，它源於孤松溪和漢密爾頓溪的匯合處，主要往西南方流動。構成卡威亞河中汊的兩條溪流則自海拔3,700米（12,000英尺）或以上的斯圖爾特山地區流出。卡威亞河大理石汊始於山脈內的台地區域，往西方流動，途中流經高370米（1,200英尺）的冰川後壁並形成托科帕瀑布。流經洛奇波爾村後，大理石汊便會轉往南方流動。接著，中汊和大理石汊會在莫洛岩下方的深谷合流，形成卡威亞河的幹流。
河流主要往西南方向流動，並在狹窄的峽谷中與198號加利福尼亞州州道平行。離開巨杉國家公園後，河流會與左側支流卡威亞河東汊匯合。東汊源於海拔2,700米（9,000英尺）以上的礦王谷，主要往西北方流動。流經哈蒙德後，河流會在三河附近與右側支流卡威亞河北汊合流。北汊源於金斯峽谷國家公園的格蘭特將軍樹林，主要往南方流動。接著，河流會與左側支流卡威亞河南汊匯合，然後流進由終端水壩形成的卡威亞湖。離開水壩後，河流會流經檸檬灣並與右側支流乾溪（又被稱為石灰窯溪）合流，然後流進聖華金谷。河流在谷內分流成數條主要支流。
卡威亞河會在古達爾以北的麥凱角大壩分流，形成聖約翰河。聖約翰河主要往西北方流動，流經伍德萊克和維塞利亞，然後在戈申以北形成克羅斯溪，改往南方流動。卡威亞河的幹流則流經農田區域並繼續往西南方延伸，它會先分流成外溪和深溪，然後再分流成米爾溪和帕克伍德溪。米爾溪會繼續往西並流經維塞利亞市中心，而帕克伍德溪則流經維塞利亞南部，後止於一個小型防洪盆地。米爾溪最後會與克羅斯溪交匯，而克羅斯溪則會維持其走向，並流進科克倫以西的旱湖圖萊里湖，最終匯入其中一條的引水道。

## 流域
卡威亞河幹流（即中汊和大理石汊的匯合處至分流成米爾溪和帕克伍德溪的一段）全長54.1公里（33.6英里），但若包括上游和下游分支，其總長度將不止於此。米爾溪是卡威亞河最大的支流，長度約為40.4公里（25.1英里），以致河流的總長度為94.5公里（58.7英里）。上游中汊的長度為24公里（15英里），而下游米爾溪與克羅斯溪匯合處以南的一段克羅斯溪則長約34.9公里（21.7英里）。若包括上述河段，整條卡威亞河將長約153公里（95英里）。
河流流域佔地3,940平方公里（1,523平方英里），面積包括多條支流及圖萊里湖床。流域與多個水體接壤，分別有位於北部的國王河、東部的克恩河、南部的圖萊河。流域的海拔範圍由53米至3,851米（175英尺至12,634英尺）不等，最高點是內華達山脈的三分峰，最低點則是圖萊里湖床。卡威亞河下游流域屬於地中海式氣候，夏季炎熱乾燥，冬季溫和多雨。該區降雨量不一，聖華金谷平均有150毫米（6英寸），卡威亞湖則為352毫米（13.86英寸），而內華達山脈一帶雨量可高達1,300毫米（50英寸）。河流的年平均徑流量約為545,400,000立方米（442,200英畝·英尺），大部分來自維塞利亞上方的山區分水嶺，該區面積為1,700平方公里（658平方英里）。河流最高流量通常在5月至6月的融雪高峰期中出現，最低流量則常見於冬季，該時水流宛如涓涓細流。暴雨期間河流亦經常氾濫。由於大量河水被引流至維塞利亞作灌溉和地下水補給，鮮有河水能流向下游，雨季和農業廢水之補充則屬例外。特大風暴帶來的降雨可暫時令圖萊里湖「重生」，而最近一次則發生於1997年。

## 環境與生態

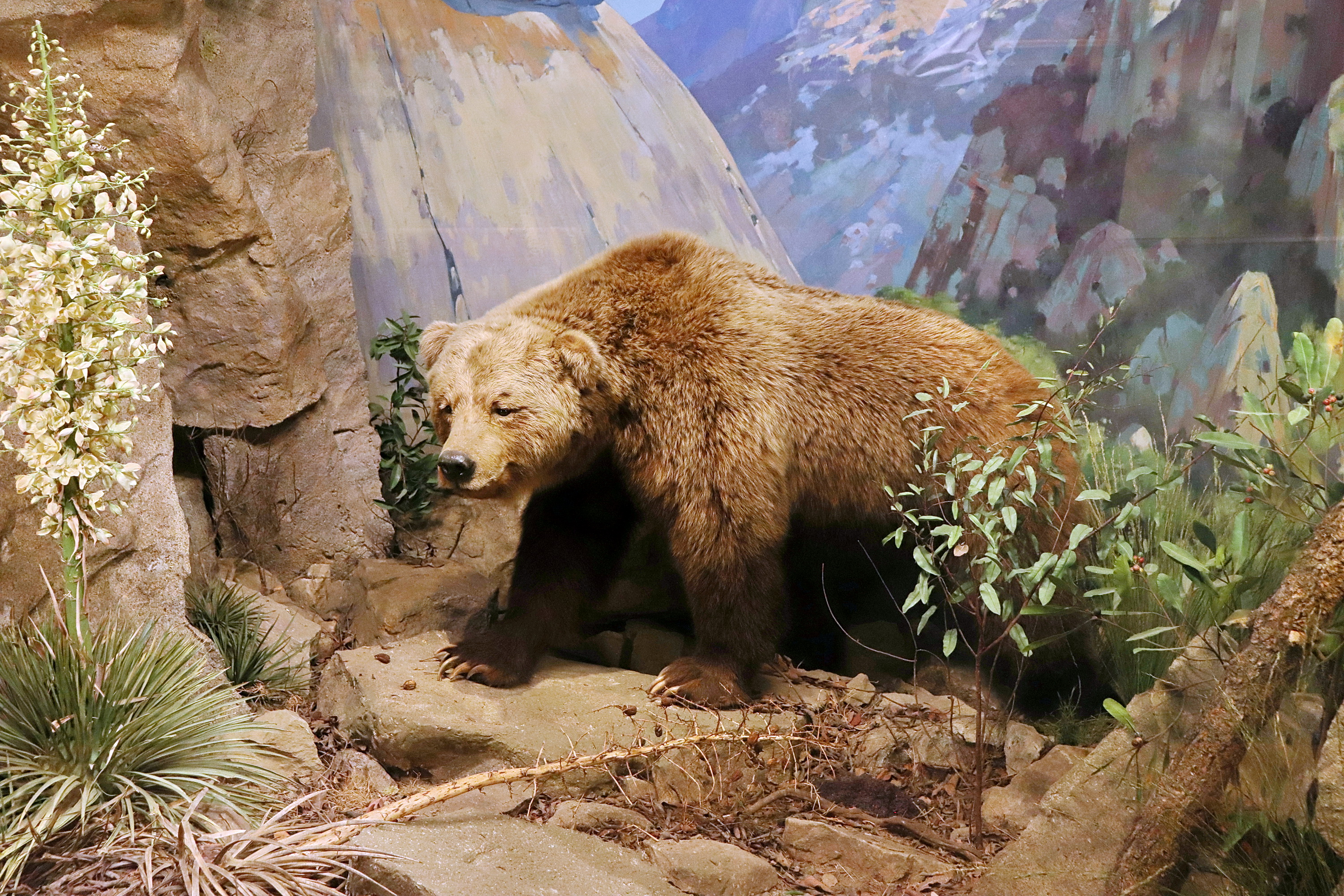
加利福尼亞州灰熊曾常見於流域一帶，但在人類大肆捕殺後現已滅絕

卡威亞河十分陡峭，由河源內華達山脈至河口聖華金谷其垂直落差接近4公里，使它在較短的距離內穿越多個氣候區和植被區。河流曾經在維塞利亞以東形成人稱「維塞利亞沼澤」的大型溢流區，而在維塞利亞以西河道則不太明顯，高水位期間通常被草沼掩蓋。河流下游亦曾流入圖萊里湖周邊大片遭季節性洪水掩蓋的濕地，但後來人類為了農業用途而排乾這些濕地並在上方築堤。山麓地帶以草原、牧場為主。加州櫟樹林分佈在河流及其常流支流沿岸，但覆蓋範圍自美洲原住民時代以來已大幅減少。
由松樹和冷杉組成的混合針葉林常見於接近河源的上游河段以及高海拔地區。科研人員曾經在流域海拔2,000米（6,600英尺）的位置發現僅在內華達山脈西坡生長的巨杉，但後來亦在海拔850米（2,800英尺）區域發現同類樹木。以巨杉而聞名的巨型森林扎根在中汊和大理石汊的分界處，而世上體積最大的樹木「雪曼將軍樹」亦長於其中。在所有巨杉林之中，巨型森林是最易到達且有著最多訪客的。同樣位於流域內的還有佔地1,300公頃（3,100英畝）、世上最大的巨杉林「紅木山樹林」，以及21個小型巨杉林。流域一小部分地區屬內華達山脈南部典型的高山崎嶇地帶，這類地區有著大量的裸露花崗岩，且沒有樹木和湖泊覆蓋，常見於大西部分水嶺頂部。
時至今日，騾鹿是棲息在山谷和山麓地區的最大型野生動物。圖萊里麋鹿曾經在流域一帶出現覓食，但自從牠們在卡威亞三角洲的棲息地被農業破壞後，便鮮有牠們的蹤跡。區內常見動物包括狐狸、山貓、松鼠、兔子等，以及瀕危的聖華金敏狐和聖華金羚松鼠。加利福尼亞州灰熊和河狸曾經常見於流域一帶，但1900年代初期牠們均遭到人類大肆捕殺，往後再無任何目擊記錄。山區地帶是美洲黑熊、騾鹿和加州大角羊的棲息地，而三河上方的河段則是原生虹鱒、外來褐鱒和鱸魚的棲息地。土撥鼠和鼠兔等小型哺乳動物則常見於林木線以上的高山地區。

## 歷史
人類定居在卡威亞河流域的歷史至少可追溯至6,000年前。美國原住民在那段期間定居於河流附近的山麓區域，並視上游為其夏季狩獵場和聚集地。至少在3,000年前，約庫特人亞群「烏加奈」在現今終端水壩一帶建立了永久聚落，並聲稱河流東汊的所有水域皆為他們的領土。當時原住民聚落集中在山麓地區，即現今三河和卡威亞湖一帶。夏季期間，烏加奈人會在東汊定居，在該處採藥和打獵，並與大盆地的派尤特人交易。大約在700至500年前，西莫諾人亦開始在東汊一帶定居。橡樹沿著低海拔的常流河溪大量生長，因此橡子成為當地原住民的主食。原住民會以當地花崗岩基岩上的孔隙作臼，將橡子研磨成細糊狀，用以製作麵包和蛋糕。山麓區域的永久聚落由大量洞屋組成，而這類居所則以銳藨草覆蓋而成。鄰近中汊的醫院岩曾經是西莫諾人亞群「波特維沙」的家園，高峰時約有500名波特維沙人定居於此。考古證據亦表明，原住民早在1350年便定居於醫院岩。
1800年代初，西班牙探險家開始進駐河流流域。探明卡威亞三角洲的人尚未清楚，但有可能是西班牙探險家加布里埃爾·莫拉加，他曾在1806年率領首支正式的西班牙探險隊探索中央谷地。河流早期的西班牙語名稱包括聖加布里埃爾河（Rio de San Gabriel）和聖弗朗西斯科河（Rio San Francisco）。後來，西班牙人持續指派探險隊前往流域一帶，以便徵召當地原住民至傳教站中。神父佩德羅·穆尼奧斯曾表示，河流流域是傳教的好地方，但缺點是離海岸太遠且不容易防守，因此無人在該區建立傳教站。在接下來的幾十年裡，西班牙殖民政府為了應對原住民的抵抗，而發動多場軍事襲擊，期間殺害無數尚未死於歐洲傳染病的原住民。

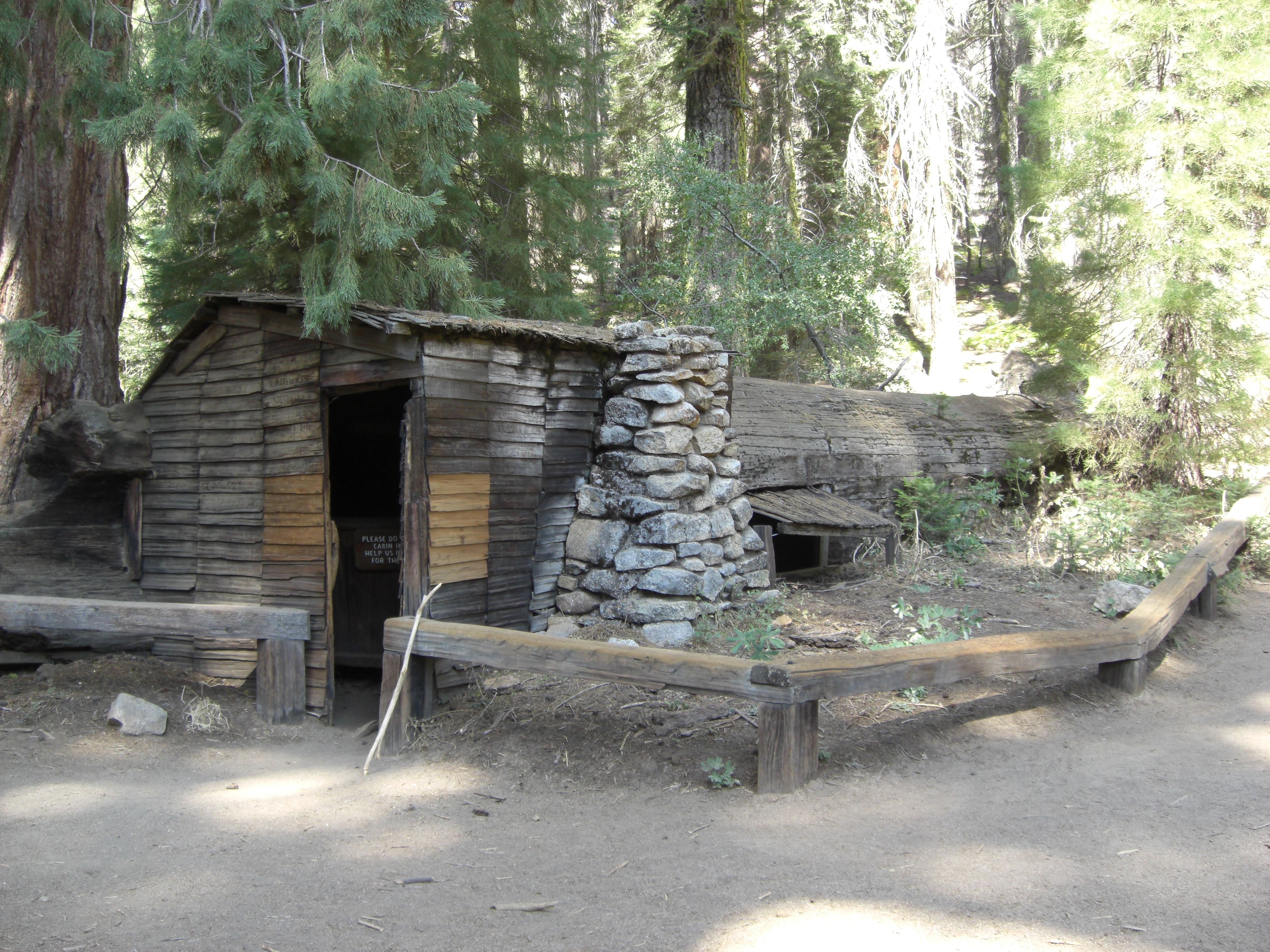
巨型森林內的薩普小屋

在加利福尼亞共和國成為美國一個州後，淘金潮亦吸引不少淘金者進駐流域，然而該區的金礦開採量並不多。在此期間，河流通常被稱為弗朗西斯河（River Francis），它是舊西班牙語名稱的變體。哈爾·薩普是首數批定居於三河的移居者，在當地飼牧牲畜。1858年，他在原住民嚮導的幫助下發現了巨型森林。1861年，他回到中汊和大理石汊之間的地區（即巨型森林佇立的位置），並在當地挖空倒下的巨杉來修築小屋。1873年，礦王谷的白銀開採熱潮吸引了成千上萬的人來到東汊沿線的高山山谷。隨著帝國礦場在1882年倒閉，當地採礦業日漸式微，小部分採礦活動維持至1920年代後期。當銀礦開採結束後，礦王谷一帶則搖身一變成為熱門的避暑勝地。
相比採礦業，伐木業在區內更為興盛，許多伐木營地設於內華達山脈森林茂密的西坡上，當中包括位於流域範圍內的巨杉林。1886年成立的卡威亞殖民地是個空想社會主義社區，位於現今巨杉國家公園的卡威亞河沿岸。1860至1880年代期間，美國政府開始在該區建立木材儲備，儘管巨杉樹身通常太軟而無法用於建築，但政府人員仍砍伐大量巨杉。此舉引來包括約翰·繆爾在內的自然保育人士的抨擊，他曾在1875年到訪大理石汊並把該處的巨杉林命名為「巨型森林」。當巨杉國家公園在1890年成立後，伐木活動基本結束。南太平洋鐵路等伐木公司亦是法案的背後推手，它們為打擊競爭對手卡威亞殖民地的伐木作業，因而游說國會和總統成立國家公園以「保護」當地林木。卡威亞殖民地的成員在公園成立後試圖繼續他們的伐木活動，但後來因非法砍伐而被捕和收監，殖民地最終在1892年解散和廢棄。

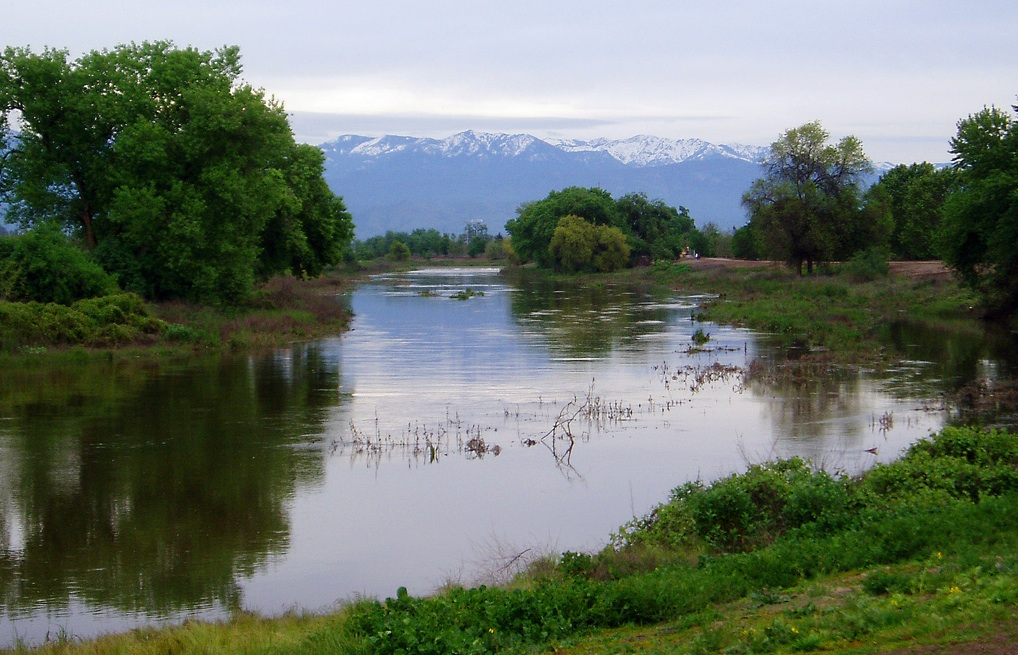
聖約翰河是卡威亞河的岔流

美國拓荒者遷入聖華金谷後在各處聚居和耕種，卡威亞三角洲便是其一。然而，三角洲在終端水壩尚未建成前經常被洪水淹沒。1862年大洪水短暫改變了河流流向，形成岔流聖約翰河。1864年，當地農業開始冒起，農民更挖掘了溝渠來從河流取水。另一邊廂，維塞利亞的居民因應聚落規模不斷擴大，而僱傭原住民修築一條從米爾溪延伸至當地的運河，旨在為聚落內的麵粉廠提供動力。此外，卡威亞河在大洪水時被沉積物堵塞，因此當地居民亦修築多條渠道試圖把聖約翰河的河水重新引回河流。1887年，萊特法案通過，加利福尼亞州議會允許農業區域形成並組建灌溉區，圖萊里灌溉區因而成立，開始在三角洲建立運河網絡。此後，該區農業便顯著擴大。三角洲豐富的地下水資源被農業灌溉區持續急速抽取，導致存儲量顯著下降，直到1900年地表水才取代地下水成為主要供水來源。1900年代初期，圖萊里湖因人類干擾（河道改道）而變得乾涸。到了1930年代，農業發展更超出當地水資源的容量。
迪士尼曾在1960年代提議把礦王谷打造為滑雪勝地，項目包括22條滑雪索道、擁有1,030間客房的酒店、10家餐廳，以及一條沿著東汊修建、用於接送遊客往返滑雪區和山下停車場的鐵路。此為河流上游流域歷史中最具爭議的發展項目，環境保護主義者多年來一直反對該提案。直至1978年《國家公園和娛樂法》把該地區指定為巨杉國家公園的一部分後，爭論才告一段落。

## 河流改造

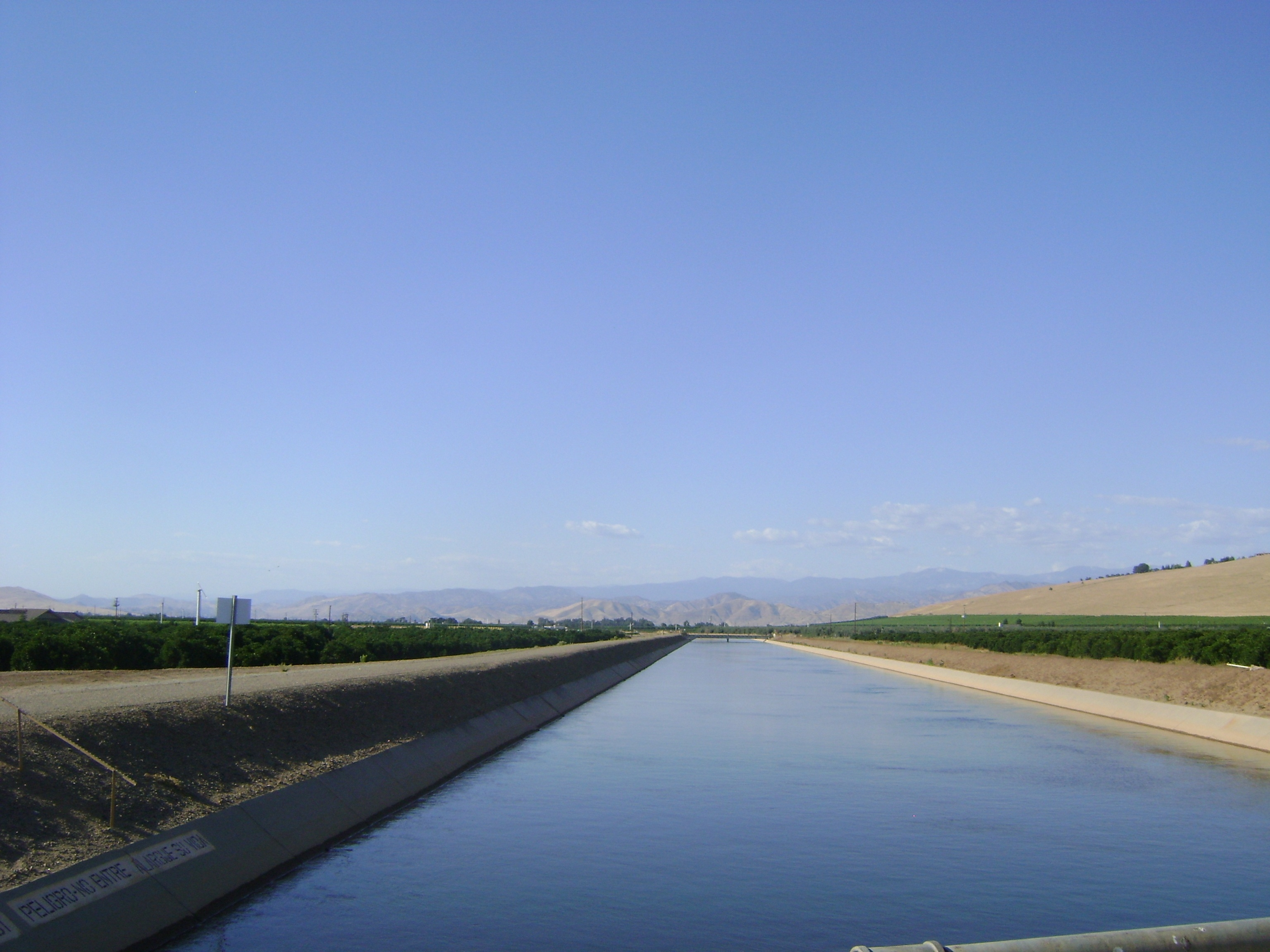
維塞利亞以東的弗賴恩特—克恩運河

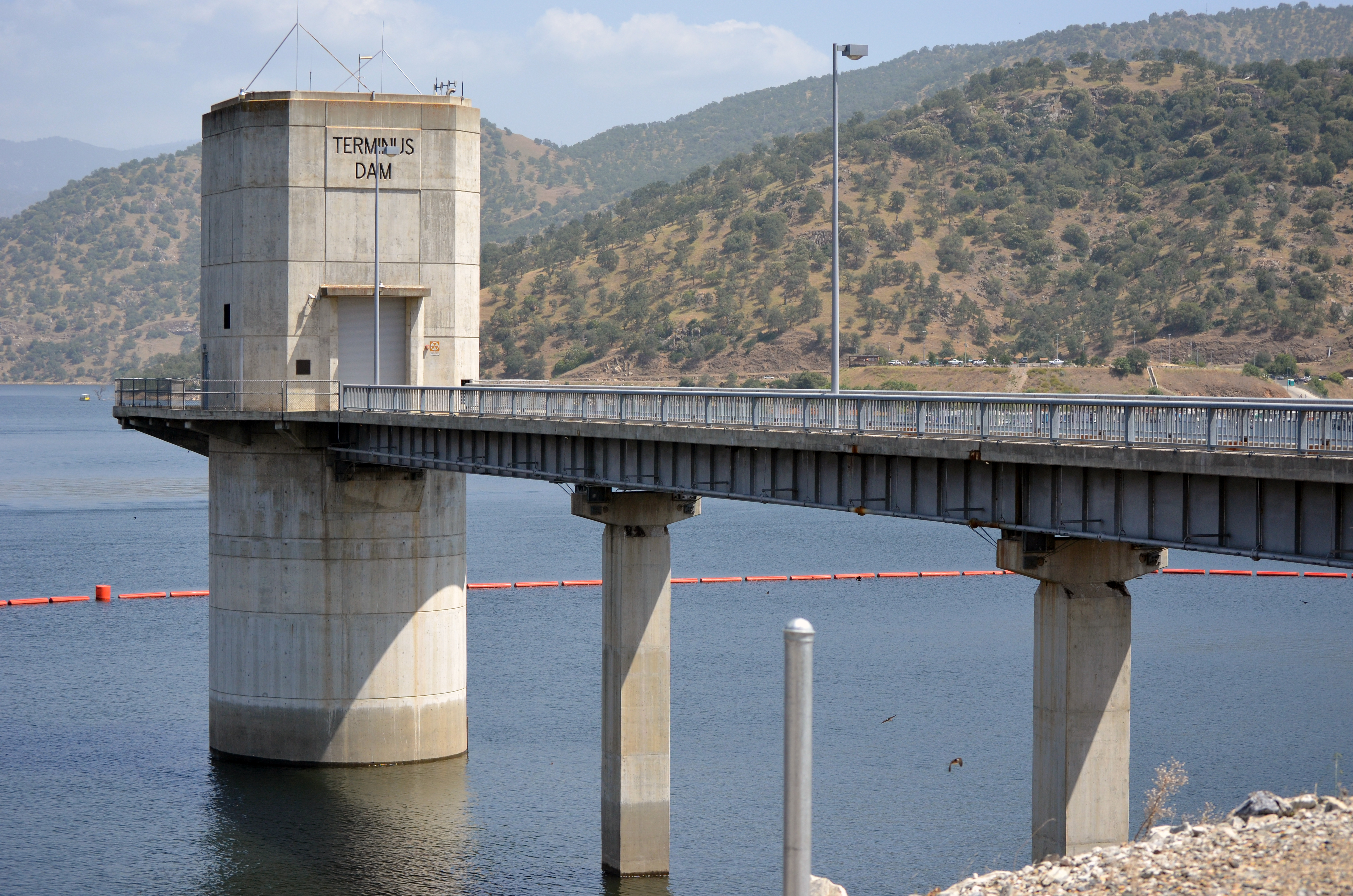
終端水壩的控制塔

為了使卡威亞三角洲適合農業發展，長遠迎合城市規劃，因此必須在該區推行改造工程，包括排乾濕地並在上方築堤，及處理混亂的季節性引水渠。早在1870年代，當地灌溉公司便已疏浚部分溪流並阻塞側槽，以便把洪水引離農場。20世紀早期，為了應付貫穿維塞利亞中部的米爾溪所帶來的重大洪水威脅，當地政府試圖把溪流渠道化。最終在1910年，當地政府花費約7萬美元拉直、加深和加寬米爾溪。1920至1930年代間，卡威亞三角洲水資源保護區修建了麥凱角分流壩，把河水平均分流至卡威亞河下游和聖約翰河，供下游水權用戶使用。如今，卡威亞三角洲幾乎被改頭換臉，大多數溪流已經消失或被渠道化，圖萊里湖則變成旱湖，偶爾氾濫。
卡威亞三角洲水資源保護區管理著超過14萬公頃（34萬英畝）的農業灌溉區和城市供水區的供水服務。該灌溉區主要種植棉花、各類水果、堅果、紫花苜蓿以及其他大田作物。除了河水外，保護區還會利用弗賴恩特—克恩運河所分流的淡水資源。該運河是中央谷地計劃的一環，主要負責把聖華金河的水輸送至圖萊里盆地。水可以流入河流下游或聖約翰河，以確保卡威亞三角洲的用戶有足夠供水。地下水是流域的另一個重要供水來源。當地含水層數十年來一直入不敷出，估計每年抽水量和補水量的差額約為49,000,000立方米（40,000英畝·英尺）。為了提高地下水補給率，保護區建造了逾40個補給池或擴散地，總面積達2,000公頃（5,000英畝），以便洪水滲入地下。
卡威亞河上的水力發電開發始於1899年，當時惠特尼峰電力公司在東汊建造了導流壩、引水槽和卡威亞一號發電廠。1905年，該公司在中汊修建了卡威亞二號發電廠。公司隨後申請在巨杉國家公園範圍內的中汊興建第三座發電廠，並獲得當局批准，部分原因是當時該區人跡罕至。卡威亞三號發電廠於1913年竣工。後來，公司亦計劃在沃爾弗頓興建一個水庫和至少兩個額外的發電廠。卡威亞發電廠首度為維塞利亞帶來電力，當地農民亦利用電力來抽取地下水。然而，沃爾弗頓水壩的建設因基岩質素不良而受阻，其他發電廠項目也未有建成。1917年，南加州愛迪生公司接管上述發電廠和河道改造設備。現時，該發電系統由六個水壩、三個發電站、三個前池，以及數英里長的混凝土和木製引水槽組成。1990年3月21日，加州歷史保護辦公室認定三號發電廠及相關建築適合列入《國家史蹟名錄》。
終端水壩由美國陸軍工兵部隊於1962年建造，旨在緩解卡威亞三角洲的長期洪水。水壩主體屬土壩結構，另建有輔助壩、控制塔、溢洪道等。主壩高76米（250英尺），長724米（2,375英尺），而卡威亞水庫的容量則為190,000,000立方米（150,000英畝·英尺）。在築壩之前，河流在冬季風暴期間可以出現極高流量。1955年12月，美國地質調查局設於三河附近的水文監測站一度錄得每秒2,290立方米（每秒80,700立方英尺）的流量。然而，河流幹流的容量僅為每秒160立方米（每秒5,500立方英尺），其支流的容量甚至更低。1966年12月，即大壩落成四年後，三角洲一帶遭遇冬季風暴，而大壩則成功發揮效用，阻止該區出現1,960萬美元的損失。然而，卡威亞水庫的容量太小，以致它無法控制最嚴重的洪水，直到2004年溢洪道改良項目完成後問題才得以解決。2003至2004年，工兵部隊在溢洪道上安裝六個巨型保險水閘，當水庫到達危險水位時水壓便會誘發閘門自動打開。這六個水閘是世上同類中最大的閘門。此項工程除了令水庫容量提升30%至228,900,000立方米（185,600英畝·英尺），同時亦使水壩能抵禦70年一遇的洪水，而此前只能抵禦46年一遇的洪水。

## 休閒

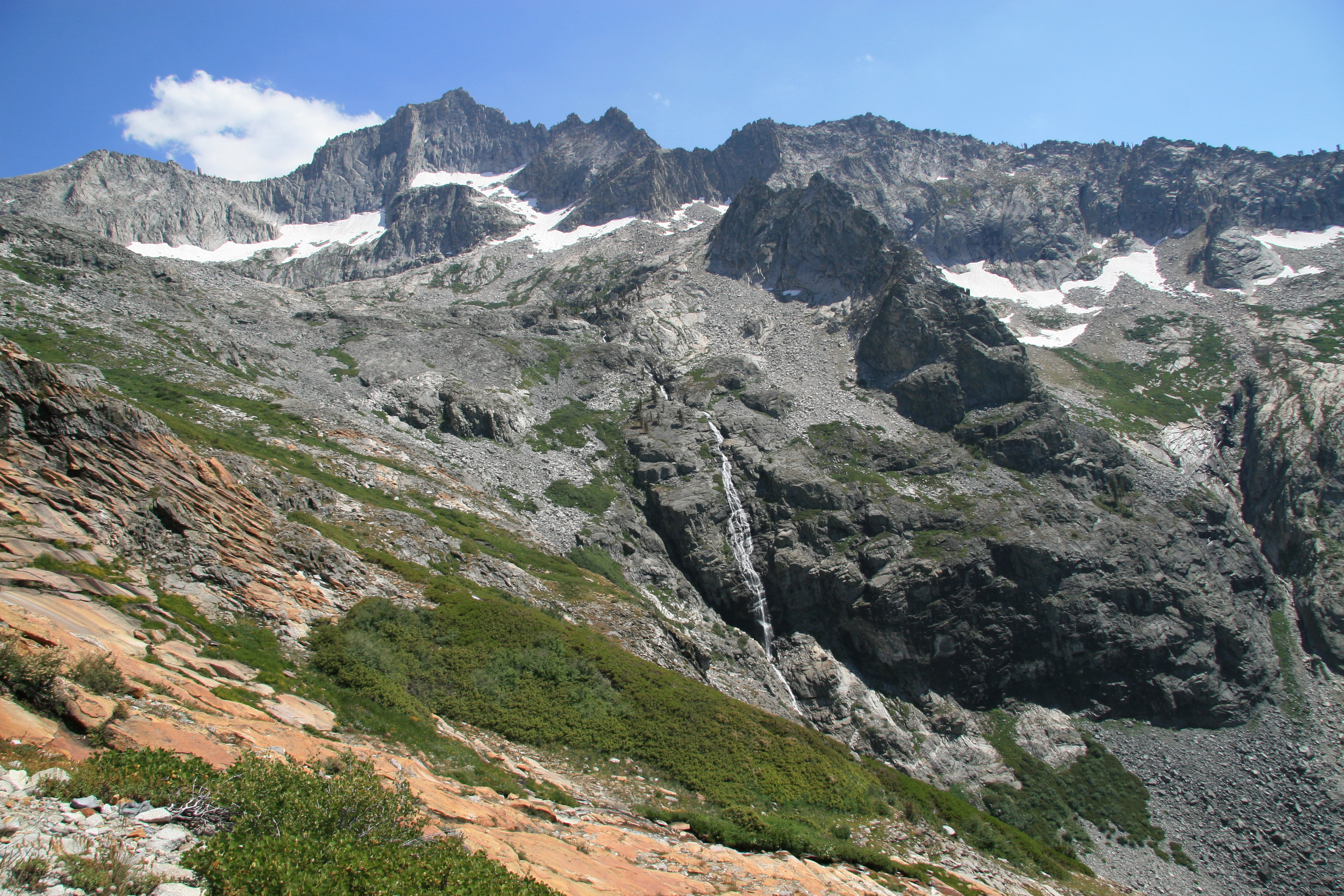
高山步道是著名的背包旅行路線，從此可遠眺卡威亞河源頭

卡威亞河上游的所有支流皆位於巨杉國家公園，該公園每年接待超過120萬的休閒遊客。河流屬於公園的主要景點，遊客可在此划船和釣魚。但在春季和夏季期間，河流或會出現高水位，若遊客在此時進行休閒活動則會變得極為危險。數家戶外用品供應商在南瓜空心橋（鄰近公園入口）至卡威亞湖之間的一段IV級急流旁設有分店，向划艇人士提供服務。北汊同屬IV級急流，但由於其上游遠離公路，划艇人士需要背負皮艇及其他划艇設備徒步前往。鄰近醫院岩的中汊則屬V級急流，高級划艇運動員經常在此處現身。河流在卡威亞湖之上的河段未被任何人工建築物阻擋，故遊客可在此處泛舟。泛舟季節完全取決於自然融雪，通常在4月至7月之間。
在三河地區，公眾很難在河流一帶釣魚、游泳和嬉水，因為大部分河岸都屬於私人財產。而在巨杉國家公園，遊客亦很難前往位於深谷底部的河流。位於三河的滑石休閒區是當地少有靠近河流且可供公眾使用的康樂用地，但每逢夏季卡威亞湖出現高水位的情況，該處都會被淹沒。滑石休閒區被當地居民稱為「巨石海灘」，該處擁有攀岩區和歷史悠久的原住民基岩臼。另外，卡威亞湖本身可供公眾進行岸邊垂釣和靜水划艇等活動。巨杉國家公園的南汊上游一帶是捕捉野生虹鱒的好地方，但遊客需要長途跋涉才能到達。若年滿16歲的遊客打算在園內捕魚，則需持有有效的加州釣魚許可證。
河流上游是許多遠足徑的所在地。全年均適合日間遠足的路線包括大理石瀑布步道、中汊步道、北汊步道、波特維沙象形符號環道等。高山步道是區內著名的背包旅行路線，全長79公里（49英里）。這條步道始於巨型森林，穿過中汊峽谷、熊掌草地和漢米爾頓湖盆地後，便會到達卡威亞峽谷，遠足人士可經此登上大西部分水嶺，或繼續往前沿著約翰·繆爾步道到達惠特尼峰峰頂。公眾須持有有效的荒野許可證才能在此遠足。除了卡威亞湖外，多個露營地點亦鄰近河流，例如波特維沙營地、卡威亞橡樹營地、巨杉營地等。

## 外部連結
- 卡威亞三角洲水資源保護區官方網站 （页面存档备份，存于） （英文）